# Óc Eo
Óc Eo es un sitio arqueológico en el distrito Thoai Son, en el sur de la provincia de An Giang (Vietnam), en la región del delta del río Mekong. También es una de las comunas actuales de Vietnam. Oc Eo puede haber sido un activo puerto del reino de Funán entre los siglos I a VII d. C. Los estudiosos utilizan el término «cultura Oc Eo» para referirse a la antigua cultura material del delta del Mekong que se caracteriza por los artefactos que se han recuperado en Oc Eo mediante la investigación arqueológica.
El nombre proviene del jemer អូរកែវ: o keo, que significa ‘canal de cristal’.

## El sitio arqueológico

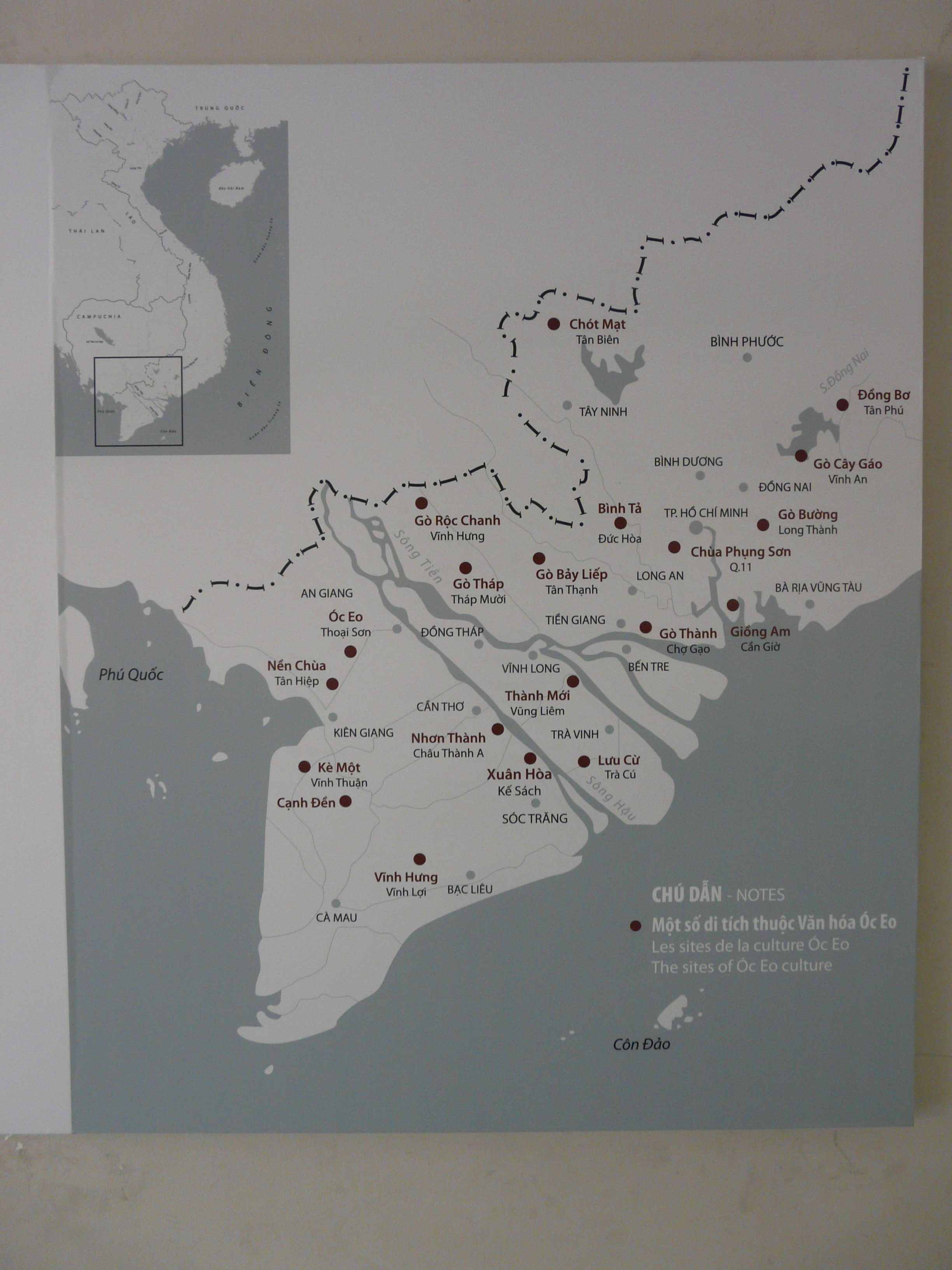
Este mapa muestra la ubicación de los sitios arqueológicos asociados con la cultura Oc Eo. Se encuentra en el Museo de Historia de Vietnam, en la ciudad de Ho Chi Minh.

La excavación en Oc Eo comenzó el 10 de febrero de 1942, después de que arqueólogos franceses descubrieron el sitio a través del uso de la fotografía aérea. Las primeras excavaciones fueron dirigidas por Louis Malleret. El sitio cubre 450 hectáreas.
Oc Eo está situado dentro de una red de antiguos canales que atraviesan las tierras bajas del delta del río Mekong. Uno de los canales conecta Oc Eo al puerto marítimo de la ciudad, mientras que otro va 68 km al nornoreste de Angkor Borei. Oc Eo está longitudinalmente atravesada por un canal, y hay cuatro canales transversales a lo largo de los cuales posiblemente había casas soportadas por pilotes.
Los sitios arqueológicos que reflejan la cultura material de Oc Eo se extienden por todo el sur de Vietnam, pero se concentran más densamente en la zona del delta del Mekong, al sur y al oeste de la Ciudad Ho Chi Minh. El sitio más importante, aparte de la propia Oc Eo, está en Thap Muoi, al norte del río Tien Giang, donde entre otros se ha descubierto una estela con un texto escrito en sánscrito del siglo VI d. C.
En 1958, un grupo de fotografías aéreas reveló que durante el período de Funán un afluente del río Mekong entraba en el golfo de Tailandia en las proximidades de Ta Keo ―que entonces se encontraba en la orilla―, pero desde entonces se separaron del mar como consecuencia de la fuerte sedimentación. En la antigüedad, Ta Keo estaba conectado con Oc Eo mediante un canal, que permitía el acceso al golfo.
El distributario del Mekong revelado en las fotografías aéreas fue probablemente el río Saenus que la Geografía de Claudio Ptolomeo menciona como la rama occidental del río Mekong (al que Ptolomeo llamaba Cottiaris).

## Los restos

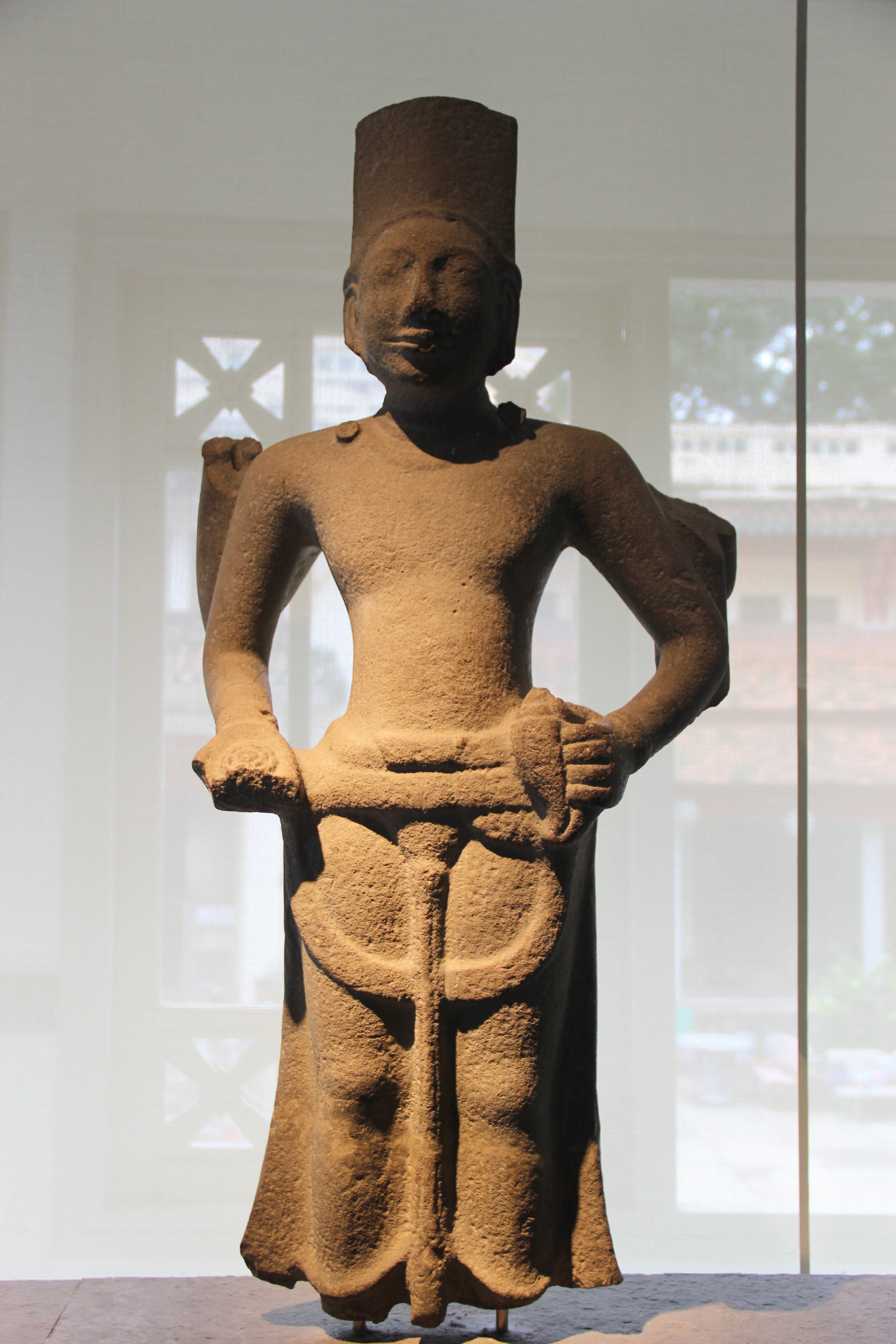
Esta estatua del dios indio Visnú, del siglo VI o VII d. C. fue encontrado en Oc Eo y ahora se encuentra en el Museo de Historia de Vietnam.

Los restos encontrados en Oc Eo incluyen objetos de cerámica, herramientas, joyas, yesos para la fabricación de joyas, monedas y estatuas religiosas.
Entre los hallazgos se encuentran monedas de oro que imitan monedas del Imperio romano de la época del emperador Antonino.
Muchos de los restos están en exhibición en el Museo de Historia de Vietnam en la ciudad de Ho Chi Minh.
Entre las monedas halladas en Oc Eo por el arqueólogo francés Louis Malleret hay ocho hechas de plata con la imagen del ave jamsa o el Argo con cresta, aparentemente acuñadas en la propia Funán.

## Oc Eo y Funán
Ver también: Funán
Se considera que Oc Eo pertenecía al reino histórico de Funán (扶 南), que floreció en el delta del río Mekong entre los siglos I y VI d. C.. Se conoce del reino de Funán a partir de las obras de antiguos historiadores chinos, especialmente los escritores de las historias dinásticas, que a su vez extrajeron esas historias a partir del testimonio de diplomáticos y viajeros chinos, y de las embajadas extranjeras (incluyendo la de Funán) a las cortes imperiales chinas. De hecho, el propio nombre Funán es un artefacto de la Historia china, ya que no aparece en el registro paleográfico de la antigua Vietnam o de Camboya. A partir de las fuentes chinas se puede determinar que en el delta del río Mekong existió una unidad política dominante a la que los chinos llamaban Funán. Como resultado de esta información se realizaron descubrimientos arqueológicos en la región que se pueden fechar en el período de Funán y se han identificado con la política histórica de Funán. Los descubrimientos en Oc Eo y en sitios relacionados son la principal fuente acerca de la cultura material de Funán.
El arqueólogo e historiador vietnamita Ha Van Tan ha escrito que hasta el estado actual del conocimiento, no es posible demostrar completamente la existencia de una cultura funán, ampliamente extendida desde el delta del Mekong hasta el delta del río Chao Praya (en Birmania), con la ciudad de Oc Eo como la típica representante. La presencia de artefactos similares ―tales como joyas y sellos― en los sitios arqueológicos que se han encontrado en esas áreas podría ser simplemente el resultado del comercio y el intercambio, mientras que cada uno de los sitios llevaban los signos de su propio desarrollo cultural independiente. Él apoyó la opinión del arqueólogo francés Claude Jacques de que, en vista de que no se ha encontrado ningún registro jemer acerca de un reino con el nombre de Funán, se debería abandonar este nombre a favor de otros nombres reconocidos, como Aninditapura, Bhavapura, Sresthapura y Viadhapura, que son conocidos por las antiguas inscripciones que se utilizaban en la antigüedad en las ciudades en la región y que ofrecen una idea más precisa de la verdadera geografía del antiguo territorio jemer.
Ha Van Tan argumentó que, desde finales del Neolítico o principios de la Edad de los Metales, Oc Eo surgió poco a poco como un centro económico y cultural en el delta del Mekong, y con una posición importante en las rutas marítimas del Sudeste asiático, se convirtió en un lugar de encuentro de artesanos y comerciantes, lo que le proporcionó las condiciones adecuadas para la urbanización, recibiendo influencias extranjeras, sobre todo de la India, lo que a su vez estimuló su desarrollo interno.
Funán era parte de la región del sudeste de Asia que se hace referencia en los textos indios antiguos como Suvarnabhumi, y podría haber sido la zona a la que se aplicó por primera vez el término.

## OcEo como la Kattigara de Ptolomeo

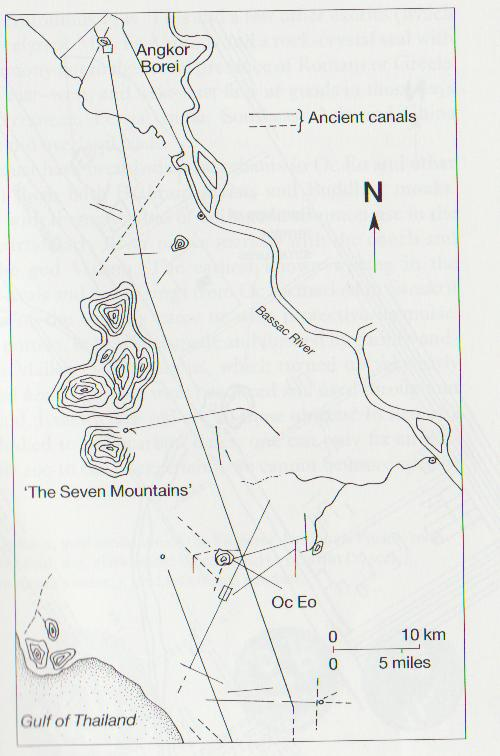
El antiguo canal que une Oc Eo a Angkor Borei.

Oc Eo puede haber sido el puerto conocido por los romanos como Kattigara.
Kattigara fue el nombre dado por el geógrafo Claudio Ptolomeo (Alejandría, siglo II d. C.) a la tierra que se encontraba en la orilla más oriental del mare Índicum, que debido al error de un escriba se consideró que se encontraba 8.5° al sur del Ecuador.
El nombre Kattigara podría derivar del sánscrito Kirti Nágar (‘la ciudad renombrada’) o Kotti Nágar (‘la ciudad fuerte’).
Los estudiosos del tema han determinado que la Kattigara de Ptolomeo estaba a 8.5° al norte del Ecuador, y fue la precursora de Saigón como el principal puerto de exportación del país, en la desembocadura del río Mekong.

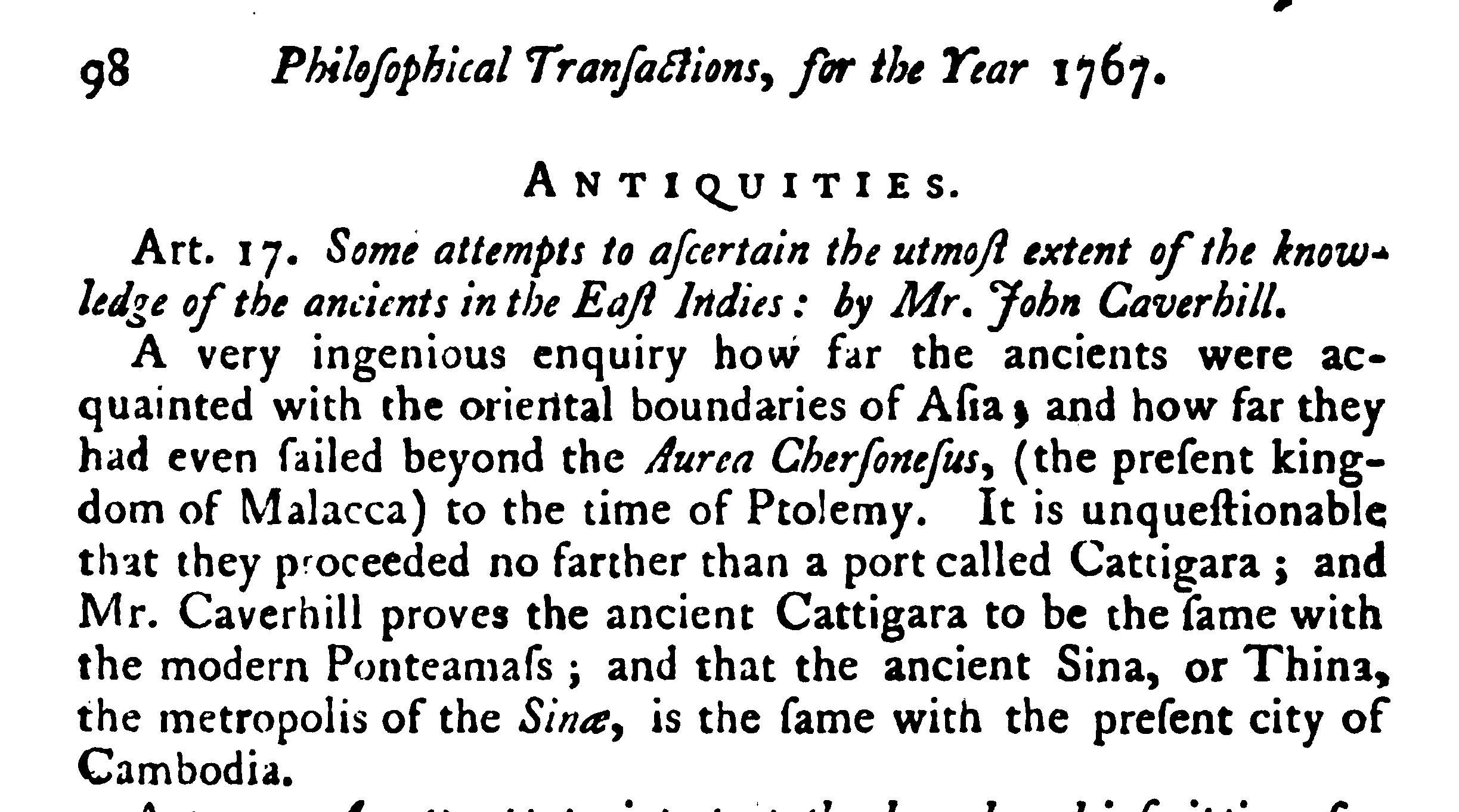
John Caverhill demostró que la antigua Cattigara es el mismo sitio que la moderna Ponteamass (Banteaymeas).

En 1767, Caverhill dedujo que Kattigara había sido el puerto Banteaymeas (ahora Ha Tien), en el delta del río Mekong,
no muy lejos de Oc Eo.
En 1979, Jeremy H. C. S. Davidson afirmó que era necesario «un estudio a fondo de Ha-Tien en su contexto histórico y en relación con Óc Eo» como indispensables para la comprensión e interpretación del sitio exacto. Ese estudio aún no ha sido comenzado.
En el mapa Orbis Vetéribus Notus (‘el mundo conocido por los antiguos’), el geógrafo francés del siglo XVIII, Jean Baptiste Bourguignon d'Anville, situó a Cattigara en la desembocadura del río Cottiaris (Mekong).

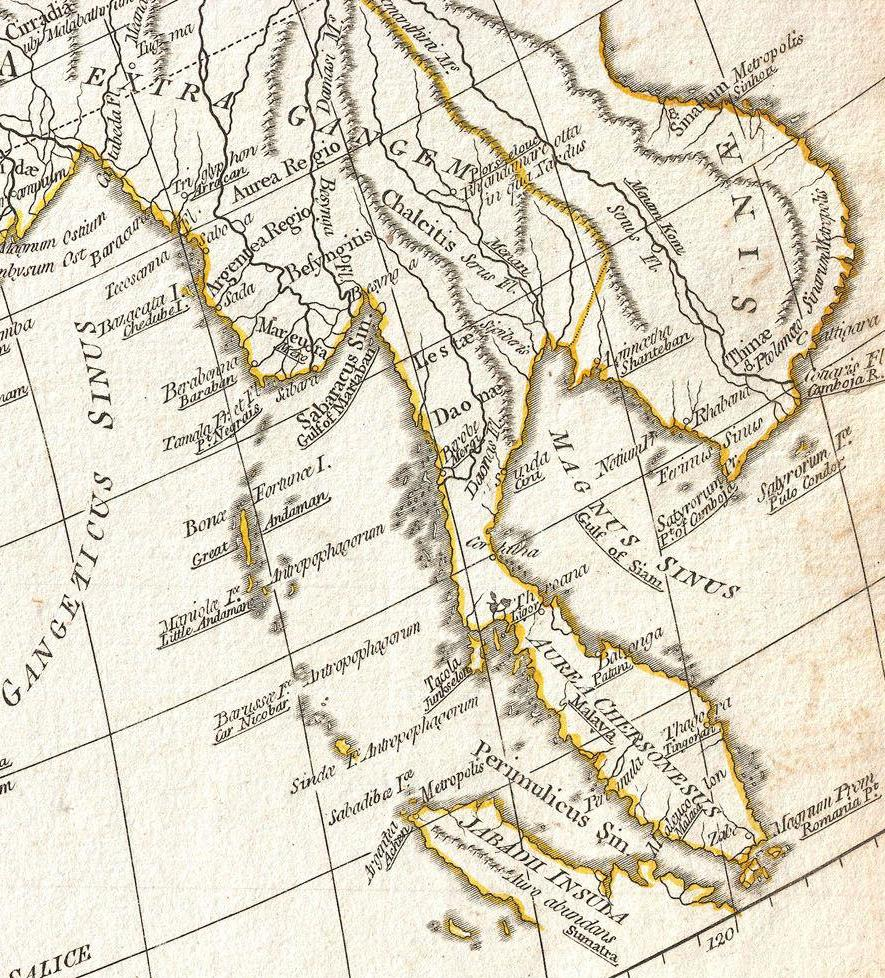
Cattigara situado en la desembocadura del río Mekong (Cottiaris), según el mapa Orbis Veteribus Notus (‘el mundo conocido por los antiguos’) del geógrafo francés D’Anville (siglo XVIII).

El navegante y escritor sueco Bjorn Landström también concluyó ―a partir de los derroteros dados por el antiguo comerciante y marino Alejandro―, que Kattigara se encontraba en la desembocadura del río Mekong.
El «padre de la Historia temprana del Sudeste asiático», George Coedès, afirmó:

A mediados del siglo III, Fu-nan ya había establecido relaciones con China e India, y es, sin duda, en la costa occidental del Golfo de Siam que se encuentra el punto más lejano alcanzado por los navegantes helenísticos, el cual es el puerto de Kattigara mencionado por Ptolomeo.
By the middle of the 3rd century Fu-nan had already established relations with China and India, and it is doubtless on the west coast of the Gulf of Siam that the furthest point reached by Hellenistic navigators is to be found, that is the harbour of Kattigara mentioned by Ptolemy.
George Coedès

En 1979, A. H. Christie dijo que «la presencia de objetos, aunque sean pocos en número, del Oriente romano», le agrega algún peso a la conjetura de que Oc Eo fue la Kattigara de Ptolomeo.
El distinguido erudito clásico alemán, Albrecht Dihle, apoyaba este punto de vista:

A partir del relato del viaje de Alejandro mencionado por Ptolomeo, Kattigara se puede localizar solamente en el delta del Mekong, porque Alejandro fue primero a lo largo de la costa este de la península de Malaca, hacia el norte hasta Bangkok. Desde allí hizo mismo solamente a lo largo de la costa hacia el sureste, y así llegó a Kattigara. No oímos hablar de ningún otro cambio de rumbo. Además, en Oc Eo, un emporio excavado en el oeste del delta del Mekong, en el antiguo reino de Funán, han salido a la luz hallazgos romanos del siglo II d. C.
From the account of the voyage of Alexander referred to by Ptolemy, Kattigara can actually be located only in the Mekong delta, because Alexander went first along the east coast of the Malacca peninsula, northward to Bangkok, from thence likewise only along the coast toward the south east, and so came to Kattigara. We hear nothing of any further change of course. In addition, at Oc Eo, an emporium excavated in the western Mekong delta, in the ancient kingdom of Fu-nan, Roman finds from the 2nd century after Christ have come to light.
Albrecht Dihle

## La búsqueda de Ciamba por Colón
En el siglo XV, los primeros europeos que arribaron al Nuevo Mundo ―guiados por Ptolomeo― estaban inicialmente tratando de encontrar un camino a Kattigara. En el mapa mundial de 1489 realizado Henricus Martellus Germanus, basado en la obra de Ptolomeo, el sureste de Asia terminaba en una punta, el cabo de Kattigara. En su relato de viaje de 1499, Amérigo Vespucci dijo que tenía la esperanza de llegar a Melaka (Malaca) navegando hacia el oeste de España a través del océano Occidental (el océano Atlántico), rodear el cabo de Kattigara y entrar en el Sinus Magnus, el gran golfo, que se encontraba al este de Quersoneso de Oro (la península malaya), del cual el cabo de Kattigara constituía el extremo sudeste. El Sinus Magnus, o Gran Golfo, era el actual golfo de Tailandia.
Cristóbal Colón, en su cuarto y último viaje (1502-1503), planeaba seguir la costa de Champa hacia el sur alrededor del cabo Kattigara y navegar a través del estrecho entre el Nuevo Mundo y Cattigara, lo que lo introduciría en el Sinus Magnus hasta Malaca. Él pensaba que esta era la ruta que en 1292 había recorrido Marco Polo desde China hasta la India.
Colón planeaba reunirse con la expedición de Vasco da Gama que en esta misma época había enviado el reino de Portugal a través del cabo de Buena Esperanza (en el sur de África), y llevaba cartas de permiso de los reyes de España para presentar a Da Gama.
Al llegar a Cariay ―en el litoral caribeño de Costa Rica―, Colón pensó que estaba cerca de las minas de oro de Champa. El 7 de julio de 1503 escribió desde Jamaica:

He llegado a la tierra de Cariay [...] Aquí he recibido noticias de las minas de oro de Ciamba que yo estaba buscando.
Cristóbal Colón